# Dreuilhe
Dreuilhe [dʁœj] (Drulha en occitan languedocien) est une commune française, située dans l'est du département de l'Ariège en région Occitanie. Sur le plan historique et culturel, la commune fait partie du pays d'Olmes, haut lieu de la tragédie cathare alliant des paysages d'une extrême diversité.
Exposée à un climat océanique altéré, elle est drainée par le Touyre et par divers autres petits cours d'eau. La commune possède un patrimoine naturel remarquable composé de quatre zones naturelles d'intérêt écologique, faunistique et floristique.
Dreuilhe est une commune rurale qui compte 363 habitants en 2022, après avoir connu une forte hausse de la population depuis 1975. Elle appartient à l'unité urbaine de Lavelanet et fait partie de l'aire d'attraction de Lavelanet. Ses habitants sont appelés les Dreuilhois ou Dreuilhoises.

## Géographie

### Localisation
- 1Carte dynamique
- 2Carte OpenStreetMap
- 3Carte topographique
- 4Carte avec les communes environnantes

La commune de Dreuilhe se trouve dans le département de l'Ariège, en région Occitanie.
Elle se situe à 21 km à vol d'oiseau de Foix, préfecture du département, à 28 km de Pamiers, sous-préfecture, et à 2 km de Lavelanet, bureau centralisateur du canton du Pays d'Olmes dont dépend la commune depuis 2015 pour les élections départementales.
La commune fait en outre partie du bassin de vie de Lavelanet.
Les communes les plus proches sont : 
Lavelanet (1,8 km), Saint-Jean-d'Aigues-Vives (2,6 km), Laroque-d'Olmes (2,8 km), Raissac (3,9 km), Esclagne (3,9 km), Lesparrou (4,1 km), La Bastide-sur-l'Hers (4,1 km), Bénaix (4,4 km).
Sur le plan historique et culturel, Dreuilhe fait partie du pays d'Olmes, haut lieu de la tragédie cathare alliant des paysages d'une extrême diversité.
Les communes limitrophes sont  L'Aiguillon, La Bastide-sur-l'Hers, Laroque-d'Olmes, Lavelanet, Lesparrou et Saint-Jean-d'Aigues-Vives.
|           | Laroque-d'Olmes           |                                             |
|           | Dreuilhe                  | La Bastide-sur-l'Hers                       |
| Lavelanet | Saint-Jean-d'Aigues-Vives | Lesparrou, L'Aiguillon (par un quadripoint) |

Dreuilhe est une commune des Pyrénées, située à 2 km au nord de Lavelanet, en Pays d'Olmes.

### Géologie et relief
La commune est située dans le Bassin aquitain, le deuxième plus grand bassin sédimentaire de la France après le Bassin parisien. Les terrains affleurants sur le territoire communal sont constitués de roches sédimentaires datant pour certaines du Cénozoïque, l'ère géologique la plus récente sur l'échelle des temps géologiques, débutant il y a 66 millions d'années, et pour d'autres du Mésozoïque, anciennement appelé Ère secondaire, qui s'étend de −252,2 à −66,0 Ma. La structure détaillée des couches affleurantes est décrite dans la feuille « n°1076 - Lavelanet » de la carte géologique harmonisée au 1/50 000ème du département de l'Ariège, et sa notice associée.
La superficie cadastrale de la commune publiée par l’Insee, qui sert de références dans toutes les statistiques, est de 6,93 km2,. La superficie géographique, issue de la BD Topo, composante du Référentiel à grande échelle produit par l'IGN, est quant à elle de 7,03 km2. Son relief est relativement accidenté puisque la dénivelée maximale atteint 301 mètres. L'altitude du territoire varie entre 464 m et 765 m.
La commune est établie au cœur de l'anticlinal du massif oriental du Plantaurel, entre deux cluses du Touyre, et tout près d'une combe creusée dans la roche.

### Hydrographie

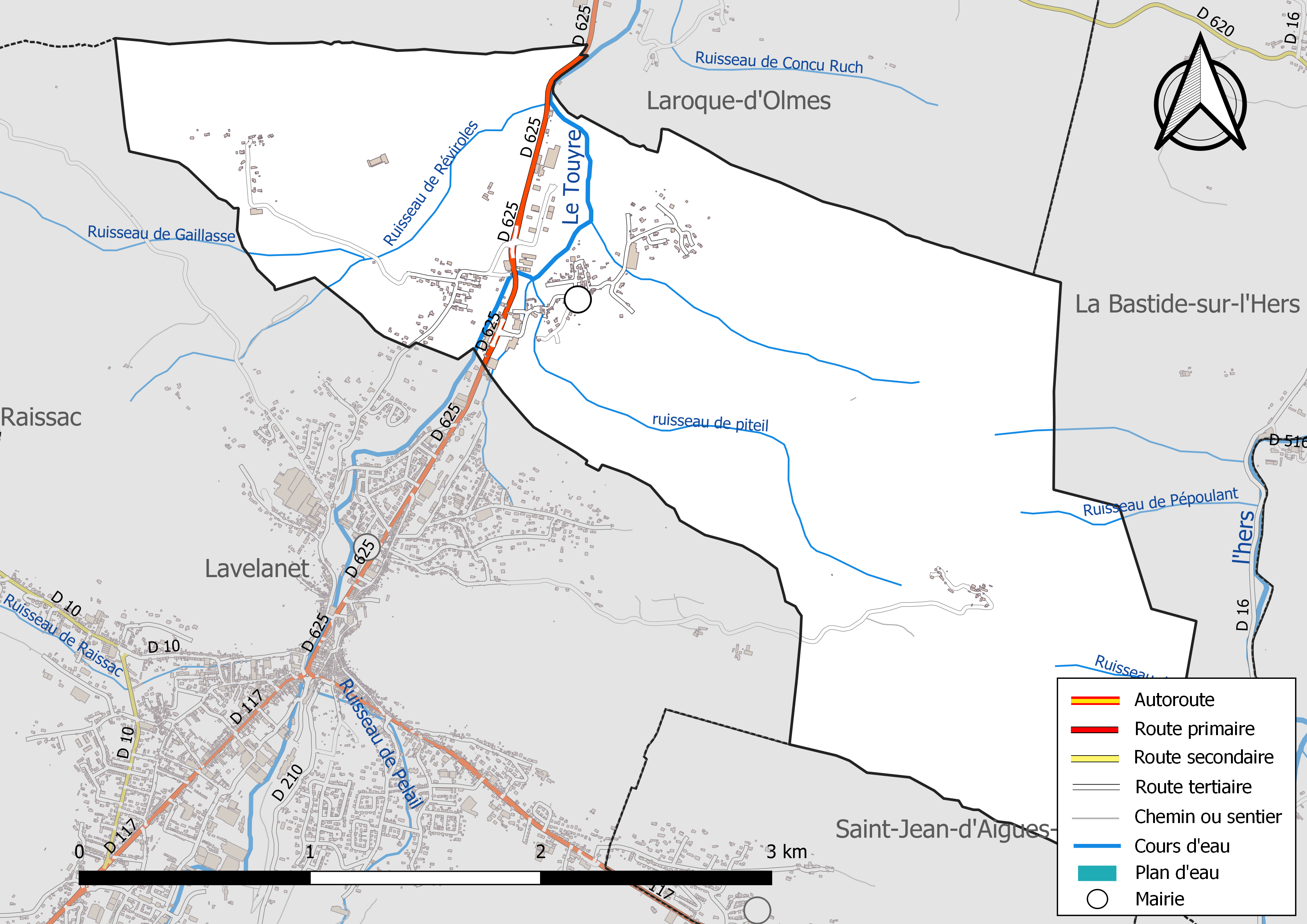
Réseaux hydrographique et routier de Dreuilhe.

La commune est dans le bassin versant de la Garonne, au sein du bassin hydrographique Adour-Garonne. Elle est drainée par le Touyre, le ruisseau de Gaillasse, le ruisseau de Pépoulant, le ruisseau de piteil, le ruisseau de Réviroles, le ruisseau des Ecrevisses et par divers petits cours d'eau, constituant un réseau hydrographique de 9 km de longueur totale,.
Le Touyre, d'une longueur totale de 39,2 km, prend sa source dans la commune de Montferrier et s'écoule du sud vers le nord. Il traverse la commune et se jette dans l'Hers-Vif à Lagarde, après avoir traversé 10 communes.

### Climat
Pour des articles plus généraux, voir Climat de l'Occitanie et Climat de l'Ariège.
En 2010, le climat de la commune est de type climat océanique altéré, selon une étude s'appuyant sur une série de données couvrant la période 1971-2000. En 2020, Météo-France publie une typologie des climats de la France métropolitaine dans laquelle la commune est exposée à un climat de montagne et est dans la région climatique Pyrénées centrales, caractérisée par une pluviométrie annuelle de 1 000 à 1 200 mm.
Pour la période 1971-2000, la température annuelle moyenne est de 12,1 °C, avec une amplitude thermique annuelle de 15,3 °C. Le cumul annuel moyen de précipitations est de 823 mm, avec 10 jours de précipitations en janvier et 6,2 jours en juillet. Pour la période 1991-2020, la température moyenne annuelle observée sur la station météorologique la plus proche, située sur la commune de Léran à 6 km à vol d'oiseau, est de 12,5 °C et le cumul annuel moyen de précipitations est de 810,2 mm,. Pour l'avenir, les paramètres climatiques de la commune estimés pour 2050 selon différents scénarios d'émission de gaz à effet de serre sont consultables sur un site dédié publié par Météo-France en novembre 2022.

### Milieux naturels et biodiversité
L’inventaire des zones naturelles d'intérêt écologique, faunistique et floristique (ZNIEFF) a pour objectif de réaliser une couverture des zones les plus intéressantes sur le plan écologique, essentiellement dans la perspective d’améliorer la connaissance du patrimoine naturel national et de fournir aux différents décideurs un outil d’aide à la prise en compte de l’environnement dans l’aménagement du territoire.
Trois ZNIEFF de type 1 sont recensées sur la commune :
- « le Plantaurel entre Foix et Lavelanet » (11 312 ha), couvrant 26 communes du département[25] ;
- « le Plantaurel oriental » (3 272 ha), couvrant 11 communes dont 9 dans l'Ariège et 2 dans l'Aude[26],
- le « réseau hydrographique du Touyre entre Montferrier et Léran » (64 ha), couvrant 10 communes du département[27] ;

et une ZNIEFF de type 2, : 
« le Plantaurel » (42 116 ha), couvrant 72 communes dont 68 dans l'Ariège, 2 dans l'Aude et 2 dans la Haute-Garonne.

Carte des ZNIEFF de type 1 et 2 à Dreuilhe.
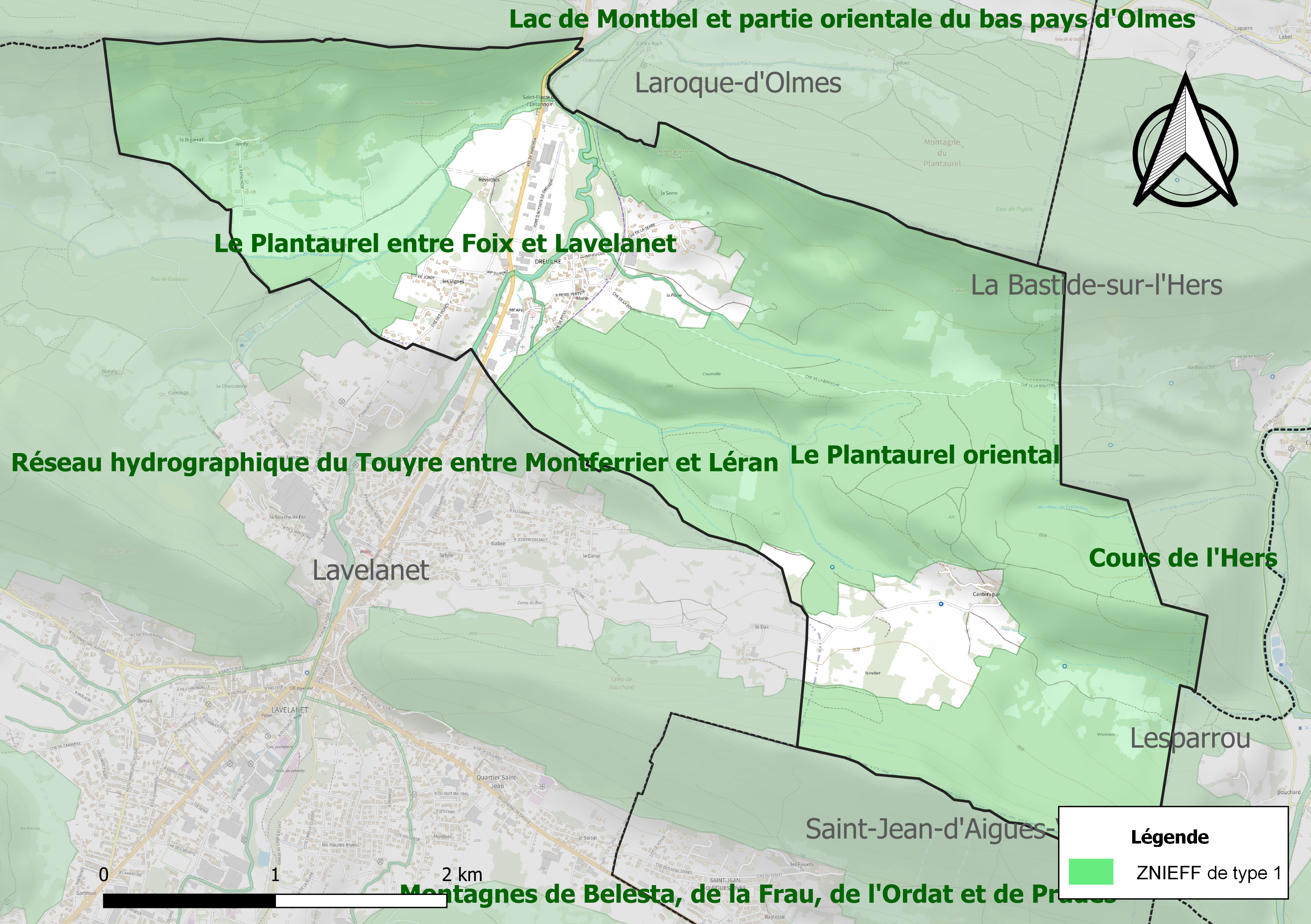
Carte des ZNIEFF de type 1 sur la commune.
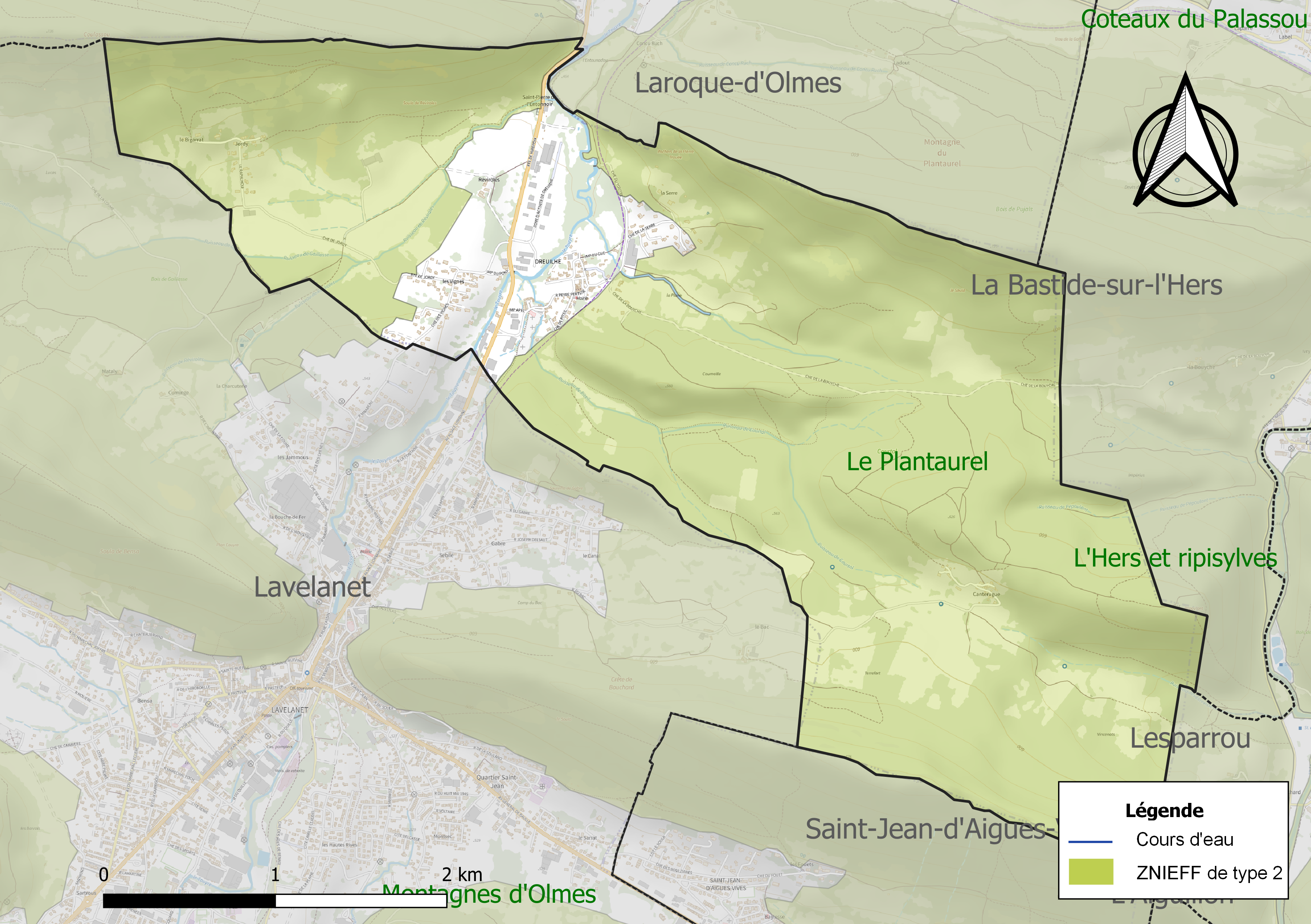
Carte de la ZNIEFF de type 2 sur la commune.

## Urbanisme

### Typologie
Au 1er janvier 2024, Dreuilhe est catégorisée commune rurale à habitat dispersé, selon la nouvelle grille communale de densité à 7 niveaux définie par l'Insee en 2022.
Elle appartient à l'unité urbaine de Lavelanet, une agglomération intra-départementale dont elle est une commune de la banlieue,. Par ailleurs la commune fait partie de l'aire d'attraction de Lavelanet, dont elle est une commune de la couronne,. Cette aire, qui regroupe 28 communes, est catégorisée dans les aires de moins de 50 000 habitants,.

### Occupation des sols
L'occupation des sols de la commune, telle qu'elle ressort de la base de données européenne d’occupation biophysique des sols Corine Land Cover (CLC), est marquée par l'importance des forêts et milieux semi-naturels (71 % en 2018), en augmentation par rapport à 1990 (66,1 %). La répartition détaillée en 2018 est la suivante : 
forêts (60,9 %), prairies (12,1 %), milieux à végétation arbustive et/ou herbacée (10,1 %), zones agricoles hétérogènes (9,1 %), zones urbanisées (7,8 %). L'évolution de l’occupation des sols de la commune et de ses infrastructures peut être observée sur les différentes représentations cartographiques du territoire : la carte de Cassini (XVIIIe siècle), la carte d'état-major (1820-1866) et les cartes ou photos aériennes de l'IGN pour la période actuelle (1950 à aujourd'hui).

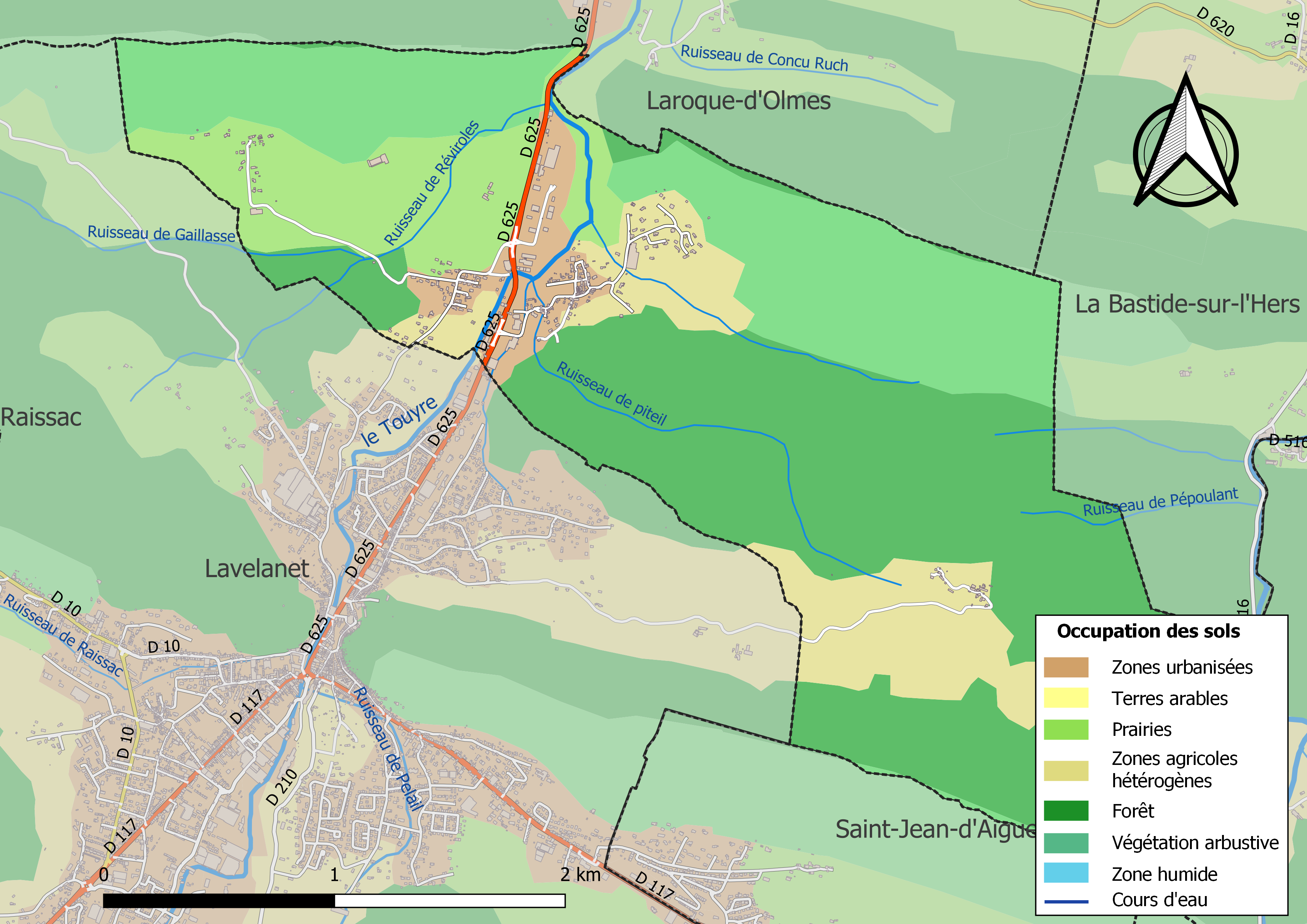
Carte des infrastructures et de l'occupation des sols de la commune en 2018 (CLC).

### Hameaux
Bigarrat, Canterrugue, Jordy, L’Entounadou…

### Habitat et logement
En 2018, le nombre total de logements dans la commune était de 185, alors qu'il était de 181 en 2013 et de 176 en 2008.
Parmi ces logements, 85,8 % étaient des résidences principales, 5,5 % des résidences secondaires et 8,7 % des logements vacants. Ces logements étaient pour 94,1 % d'entre eux des maisons individuelles et pour 5,9 % des appartements.
Le tableau ci-dessous présente la typologie des logements à Dreuilhe en 2018 en comparaison avec celle de l'Ariège et de la France entière. Une caractéristique marquante du parc de logements est ainsi une proportion de résidences secondaires et logements occasionnels (5,5 %) inférieure à celle du département (24,6 %) mais supérieure à celle de la France entière (9,7 %). Concernant le statut d'occupation de ces logements, 83,6 % des habitants de la commune sont propriétaires de leur logement (86,4 % en 2013), contre 66,3 % pour l'Ariège et 57,5 % pour la France entière.
| Typologie                                               | Dreuilhe | Ariège | France entière |
| ------------------------------------------------------- | -------- | ------ | -------------- |
| Résidences principales (en %)                           | 85,8     | 65,7   | 82,1           |
| Résidences secondaires et logements occasionnels (en %) | 5,5      | 24,6   | 9,7            |
| Logements vacants (en %)                                | 8,7      | 9,7    | 8,2            |

### Risques majeurs
Le territoire de la commune de Dreuilhe est vulnérable à différents aléas naturels : inondations, climatiques (grand froid ou canicule), feux de forêts, mouvements de terrains et séisme (sismicité modérée). Il est également exposé à un risque technologique,  le transport de matières dangereuses,.

#### Risques naturels

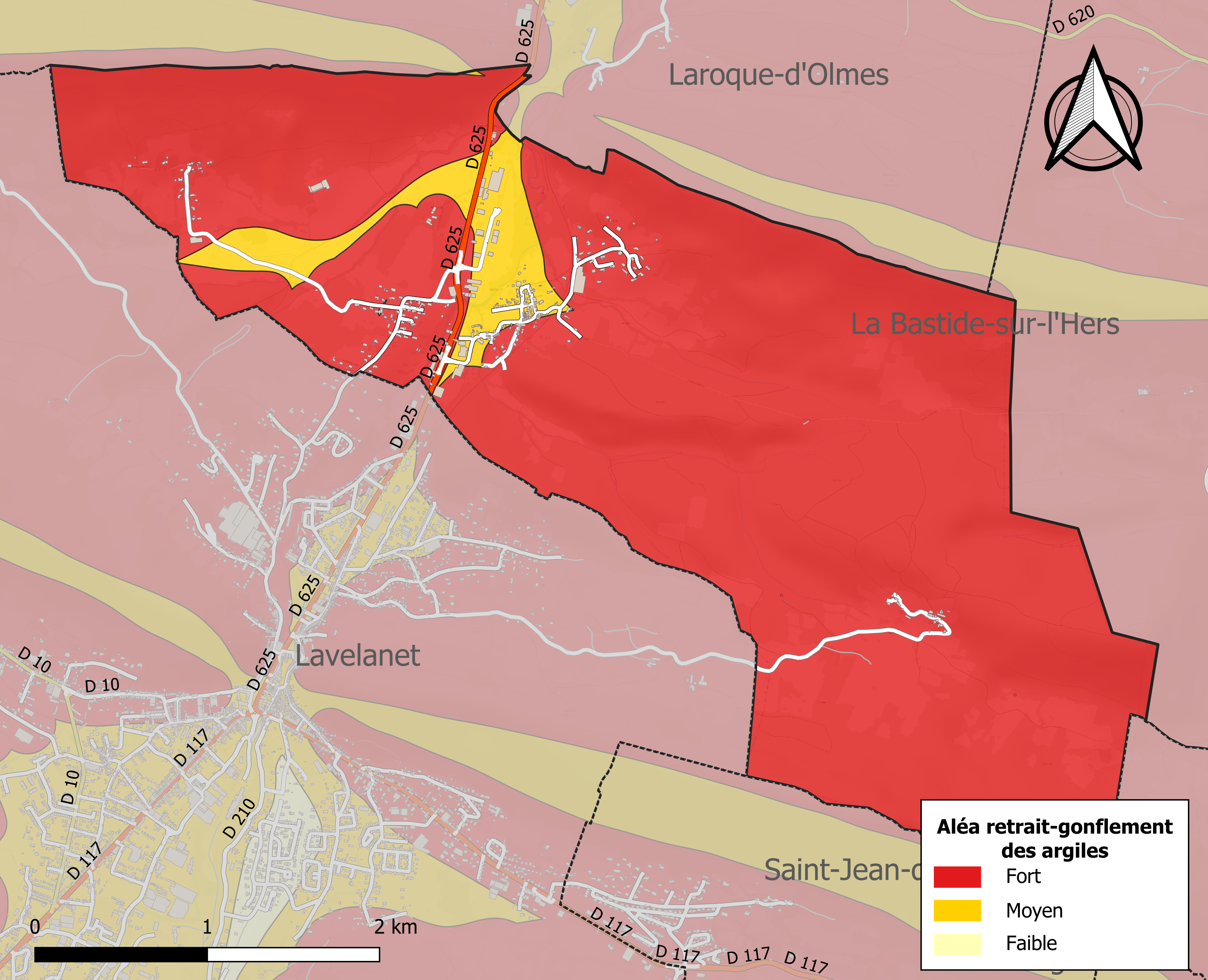
Zonage de l'aléa retrait-gonflement des argiles sur la commune de Dreuilhe.

Certaines parties du territoire communal sont susceptibles d’être affectées par le risque d’inondation par débordement, crue torrentielle d'un cours d'eau, le Touyre, ou ruissellement d'un versant. L’épisode de crue le plus marquant dans le département reste sans doute celui de 1875. Parmi les inondations marquantes plus récentes concernant le Touyre figurent les crues de 1992.
Les mouvements de terrains susceptibles de se produire sur la commune sont soit des chutes de blocs, soit des glissements de terrains, soit des effondrements liés à des cavités souterraines, soit des mouvements liés au retrait-gonflement des argiles. Près de 50 % de la superficie du département est concernée par l'aléa retrait-gonflement des argiles, dont la commune de Dreuilhe. L'inventaire national des cavités souterraines permet par ailleurs de localiser celles situées sur la commune.
Ces risques naturels sont pris en compte dans l'aménagement du territoire de la commune par le biais d'un plan de prévention des risques (PPR) inondation et mouvement de terrain approuvé le 14 février 2000.

#### Risques technologiques
Le risque de transport de matières dangereuses par une infrastructure routière ou ferroviaire ou par une canalisation de transport de gaz concerne la commune. Un accident se produisant sur une telle infrastructure est en effet susceptible d’avoir des effets graves au bâti ou aux personnes jusqu’à 350 m, selon la nature du matériau transporté. Des dispositions d’urbanisme peuvent être préconisées en conséquence.

## Toponymie
L'étymon indo-européen *deru- (avec le sens polysémique de solide, ferme comme un arbre) se retrouve dans le sens de chêne, l'arbre par excellence, dans le gaulois dervos et l'ancien français dreuilh.

## Politique et administration

### Découpage territorial
La commune de Dreuilhe est membre de la communauté de communes du Pays d'Olmes, un établissement public de coopération intercommunale (EPCI) à fiscalité propre créé le 26 décembre 1995 dont le siège est à Lavelanet. Ce dernier est par ailleurs membre d'autres groupements intercommunaux.
Sur le plan administratif, elle est rattachée à l'arrondissement de Pamiers, au département de l'Ariège, en tant que circonscription administrative de l'État, et à la région Occitanie.
Sur le plan électoral, elle dépend du canton du Pays d'Olmes pour l'élection des conseillers départementaux, depuis le redécoupage cantonal de 2014 entré en vigueur en 2015, et de la première circonscription de l'Ariège  pour les élections législatives, depuis le redécoupage électoral de 1986.

### Liste des maires
| Période                                  | Période  | Identité          | Étiquette | Qualité  |
| ---------------------------------------- | -------- | ----------------- | --------- | -------- |
| avant 1981                               | ?        | Paul Richou       |           |          |
| mars 1983                                | 1995     | Christian Jalbert |           |          |
| mars 2001                                | 2014     | Félix Picon       |           |          |
| mars 2014                                | En cours | Jacques Carol     | SE        | Retraité |
| Les données manquantes sont à compléter. |          |                   |           |          |

## Démographie
| 1793 | 1800 | 1806 | 1821 | 1831 | 1836 | 1841 | 1846 | 1851 |
| ---- | ---- | ---- | ---- | ---- | ---- | ---- | ---- | ---- |
| 166  | 162  | 162  | 183  | 174  | 178  | 177  | 191  | 217  |

| 1856 | 1861 | 1866 | 1872 | 1876 | 1881 | 1886 | 1891 | 1896 |
| ---- | ---- | ---- | ---- | ---- | ---- | ---- | ---- | ---- |
| 223  | 235  | 254  | 257  | 262  | 222  | 225  | 235  | 213  |

| 1901 | 1906 | 1911 | 1921 | 1926 | 1931 | 1936 | 1946 | 1954 |
| ---- | ---- | ---- | ---- | ---- | ---- | ---- | ---- | ---- |
| 246  | 253  | 252  | 240  | 249  | 199  | 180  | 183  | 166  |

| 1962 | 1968 | 1975 | 1982 | 1990 | 1999 | 2004 | 2006 | 2009 |
| ---- | ---- | ---- | ---- | ---- | ---- | ---- | ---- | ---- |
| 224  | 310  | 308  | 330  | 389  | 326  | 381  | 386  | 369  |

| 2014 | 2019 | 2022 | - | - | - | - | - | - |
| ---- | ---- | ---- | - | - | - | - | - | - |
| 353  | 358  | 363  | - | - | - | - | - | - |

## Économie

### Revenus
En 2018, la commune compte 154 ménages fiscaux, regroupant 364 personnes. La médiane du revenu disponible par unité de consommation est de 19 700 € (19 820 € dans le département).

### Emploi
| Division       | 2008  | 2013   | 2018   |
| -------------- | ----- | ------ | ------ |
| Commune        | 9,8 % | 10 %   | 12,2 % |
| Département    | 8,9 % | 11,1 % | 11,2 % |
| France entière | 8,3 % | 10 %   | 10 %   |

En 2018, la population âgée de 15 à 64 ans s'élève à 220 personnes, parmi lesquelles on compte 71,5 % d'actifs (59,3 % ayant un emploi et 12,2 % de chômeurs) et 28,5 % d'inactifs,. Depuis 2008, le taux de chômage communal (au sens du recensement) des 15-64 ans est supérieur à celui de la France et du département.
La commune fait partie de la couronne de l'aire d'attraction de Lavelanet, du fait qu'au moins 15 % des actifs travaillent dans le pôle,. Elle compte 197 emplois en 2018, contre 228 en 2013 et 197 en 2008. Le nombre d'actifs ayant un emploi résidant dans la commune est de 133, soit un indicateur de concentration d'emploi de 148,7 % et un taux d'activité parmi les 15 ans ou plus de 50,5 %.
Sur ces 133 actifs de 15 ans ou plus ayant un emploi, 16 travaillent dans la commune, soit 12 % des habitants. Pour se rendre au travail, 95,5 % des habitants utilisent un véhicule personnel ou de fonction à quatre roues, 3 % s'y rendent en deux-roues, à vélo ou à pied et 1,5 % n'ont pas besoin de transport (travail au domicile).

### Activités hors agriculture
41 établissements sont implantés  à Dreuilhe au 31 décembre 2019. Le tableau ci-dessous en détaille le nombre par secteur d'activité et compare les ratios avec ceux du département,.
| Secteur d'activité                                                                                        | Commune | Commune | Département |
| Secteur d'activité                                                                                        | Nombre  | %       | %           |
| --- | ------- | ------- | ----------- |
| Ensemble                                                                                                  | 41      |         |             |
| Industrie manufacturière, industries extractives et autres                                                | 4       | 9,8 %   | (12,9 %)    |
| Construction                                                                                              | 5       | 12,2 %  | (14,2 %)    |
| Commerce de gros et de détail, transports, hébergement et restauration                                    | 17      | 41,5 %  | (27,5 %)    |
| Activités financières et d'assurance                                                                      | 1       | 2,4 %   | (2,8 %)     |
| Activités spécialisées, scientifiques et techniques et activités de services administratifs et de soutien | 5       | 12,2 %  | (13,2 %)    |
| Administration publique, enseignement, santé humaine et action sociale                                    | 5       | 12,2 %  | (14,4 %)    |
| Autres activités de services                                                                              | 4       | 9,8 %   | (8,8 %)     |

Le secteur du commerce de gros et de détail, des transports, de l'hébergement et de la restauration est prépondérant sur la commune puisqu'il représente 41,5 % du nombre total d'établissements de la commune (17 sur les 41 entreprises implantées  à Dreuilhe), contre 27,5 % au niveau départemental.
La Filature de Dreuilhe a subi des vicissitudes mais a pu retrouver une dynamique grâce à un financement participatif Ulule et l'arrivée d'un repreneur belge en 2015.

### Agriculture
|                                   | 1988 | 2000 | 2010 |
| --------------------------------- | ---- | ---- | ---- |
| Exploitations                     | 9    | 2    | 1    |
| Superficie agricole utilisée (ha) | 73   | 40   | 0    |

La commune fait partie de la petite région agricole dénommée « Région sous-pyrénéenne ». En 2010, l'orientation technico-économique de l'agriculture  sur la commune est la polyculture et le polyélevage. une seule  exploitation agricole ayant son siège dans la commune est recensée lors du recensement agricole de 2010 (neuf en 1988). La superficie agricole utilisée est de 0 ha.

## Culture locale et patrimoine

### Lieux et monuments
- Église de la Nativité-de-Notre-Dame-de-Peyre-Pertuse de Dreuilhe[52].

### Personnalités liées à la commune
- Mady de La Giraudière (1922-2018), artiste peintre y est inhumée.

## Pour approfondir